# Mirko Miočić
Mirko Miočić (Rtina kod Zadra, 23. jul 1956 — Zadar, 15. maj 2017) bio je jugoslovenski i najpoznatiji hrvatski kvizoman, a po profesiji pravnik.

## Biografija
Osnovnu i srednju školu završio je u Rijeci, a 1978. priveo kraju studije prava (nikad nije diplomirao). Godine 1991. vraća se u Rtinu, gdje ostaje da živi do kraja života.
Rođak je svjetskog prvaka po UFC-u u mješovitim borilačkim vještinama Stipe Miočića, s kojim se prvi put uživo upoznao 2014. godine (Stipin djed i Mirkova mati prvi su rođaci).

### Kvizovi
Mirko je prvi put nastupio 1972. godine u kvizu 321 ali vrijedan i osvojio drugo mjesto.
Godine 1982. godine prijavljuje se na Kviskoteku, gdje pobjeđuje 1983. te osvaja 20.000 dinara. Godine 1986. nastupa u nekoliko kvalifikacionih emisija Kviskoteke, te u superfinalu 1986. osvaja treće mjesto. Ispred njega su bili Radoslav Dodig i Robert Pauletić.
Kasnije je uspješno nastupao u ostalim kvizovima i igrama asocijacije: Diplomac, Izazov, Upitnik i Džekpot.
Mnogo puta je pokušavao da se kvalifikuje u hrvatsku verziju kviza Želite li da postanete milioner? putem „Brzih prstiju”. Kad je uspio, osvojio je 32.000 kuna (posljednji odgovor na hrvatskoj verziji Milionera iznosio je 1.000.000 kuna). Tokom prvih godina Milionera, više od 50 drugih takmičara ga je zvalo kao džoker „Pozovi prijatelja”. Ova saradnja mu je donijela nešto više od 100.000 kuna, dok je takmičarima osigurao oko 470.000 evra. Zbog toga što je bio jedan od najpozitivnijih pri korišćenju pomenutog džokera, uredništvo hrvatske verzije Milionera izmijenilo je pravila tako da se ista osoba od tada mogla zvati najviše tri puta u sezoni.
Bio je rekorder hrvatske verzije kviza 1 protiv 100, gdje je osvojio 366.494 kune.
Od 2013. godine do marta 2016. godine, bio je lovac hrvatske verzije kviza Potjera. Napustio je kviz zbog zdravstvenih problema, a planirao se vratiti jeseni 2017. godine. Na mjestu lovca ga je zamijenio Krešimir Sučević Međeral, kog je pobijedio u njegovom prvom kvizu Diplomac 1998. godine.
U prilogu HRT-a su ga prozvali „hodajućim Guglom”, a u tridesetak godina sudjelovanja u televizijskim kvizovima osvojio je više od pola miliona kuna. Uglavnom je živio od novca zarađenog na kvizovima, s tim da je radio i u jednoj riječkoj izdavačkoj kompaniji iz koje je otpušten 2008. godine kao tehnološki višak.

### Gluma
Godine 2005/2006. pojavio se u epizodi hrvatskog TV sitkoma Bitange i princeze (Karika koja nedostaje; sez. 2, ep. 25). Glumio je samog sebe, u ulozi jednog od takmičara kviza Najslabija karika.

### Smrt
Mirko Miočić je preminuo 15. maja 2017. godine u Opštoj bolnici Zadar, nakon što mu se pogoršalo zdravstveno stanje. Prethodno mu je usljed dijabetičke gangrene amputirana jedna noga, a potom i dio druge noge; liječenje je od 11. aprila prošle godine bio nastavio u KB Dubrava, a umro je od upale pluća kojoj je prethodio rak jetre.

## Spoljašnje veze
- Mirko Miočić na sajtu  (jezik: engleski)